# Tridentifera crassicordata
Tridentifera crassicordata is een slakkensoort uit de familie van de Rastodentidae. De wetenschappelijke naam van de soort is voor het eerst geldig gepubliceerd in 1937 door Powell.